# ルーカス・バリオス
ルーカス・ラモン・バリオス・カセレス（Lucas Ramón Barrios Cáceres スペイン語発音: [ˈlukas raˈmon ˈbarjos ˈkaseɾes], 1984年11月13日 - ）は、アルゼンチン・ブエノスアイレス出身のパラグアイ人元サッカー選手。元パラグアイ代表。現役時代のポジションはフォワード。

## クラブ経歴
南米やメキシコのクラブを渡り歩いた後、移籍金420万ユーロでボルシア・ドルトムントへ移籍。1年目からレギュラーに定着し19得点を挙げた。2010-11シーズンは前年よりは減ったもののチーム最多の16得点を挙げ、ドルトムントの攻撃の中心としてブンデスリーガ制覇に貢献した。
しかし、2011-12シーズンは故障の影響からロベルト・レヴァンドフスキにスタメンを奪われた。冬の移籍市場での放出も噂されたが残留。チームはブンデスリーガ2連覇を果たす。
2012年5月、広州恒大足球倶楽部への移籍が発表された。移籍金は850万ユーロ。契約は4年間で6月1日からの加入になる。
しかし、出場機会があまり訪れす退団を表明、2013年8月10日、FCスパルタク・モスクワへの移籍が発表された。
2014年8月12日、モンペリエHSCに買い取りオプション付きでのレンタル移籍が決定した。
2015年7月16日、パルメイラスに移籍した。契約期間は3年、背番号は10番。
2017年2月26日、グレミオFBPAに移籍した。
2018年1月、古巣のAAアルヘンティノス・ジュニアーズに加入するに合意したと発表された。
2020年1月18日、クラブ・デ・ヒムナシア・イ・エスグリマ・ラ・プラタに加入した。

## 代表経歴
母親がパラグアイ人のため2010年4月にパラグアイ国籍を取得し、5月4日にパラグアイ代表に初選出された。2010 FIFAワールドカップパラグアイ代表にも選ばれ、主将となった（ただしゲームキャプテンはフスト・ビジャールが務めている）。同月26日の親善試合・アイルランド戦で初出場を果たし、初得点も挙げた。ワールドカップでは無得点に終わったものの全5試合に出場し、パラグアイの初のベスト8進出に貢献した。
コパ・アメリカ2011でもレギュラーとして全試合に出場。グループリーグのベネズエラ戦の1得点のみに終わったものの、パラグアイの準優勝に貢献した。しかし決勝のウルグアイ戦で負傷してしまい、開幕を控えたブンデスリーガの序盤戦の欠場を余儀なくされた。

## プレースタイル
両足やヘディングによる得点力だけでなく、フィジカルを活かしたボールのキープやオフ・ザ・ボールの動きで、味方にスペースを与える能力に長けている。

## 代表歴

### 出場大会
- パラグアイ代表
  - 2010 FIFAワールドカップ

### 試合数
- 国際Aマッチ 36試合 10得点（2010年-2017年）[14]

| パラグアイ代表 | 国際Aマッチ | 国際Aマッチ |
| 年             | 出場        | 得点        |
| -------------- | ----------- | ----------- |
| 2010           | 11          | 4           |
| 2011           | 11          | 2           |
| 2012           | 1           | 0           |
| 2013           | 0           | 0           |
| 2014           | 0           | 0           |
| 2015           | 10          | 4           |
| 2016           | 1           | 0           |
| 2017           | 2           | 0           |
| 通算           | 36          | 10          |

## タイトル

### クラブ
CSDコロコロ
- プリメーラ・ディビシオン：1回 (2008クラウスーラ)

ボルシア・ドルトムント
- ブンデスリーガ：2回 (2010-11, 2011-12)
- DFBポカール：1回 (2011-12)

SEパルメイラス
- コパ・ド・ブラジル：1回 (2015)
- カンピオナート・ブラジレイロ：1回 (2016)

グレミオFBPA
- コパ・リベルタドーレス：1回 (2017)

### 個人
- プリメーラ・ディビシオン得点王：2回 (2008アペルトゥーラ, 2008クラウスーラ)
- IFFHS年間最多得点：1回 (2008)
- パラグアイ年間最優秀選手：1回 (2010)
- コパ・ド・ブラジル得点王：1回（2017）